# Patrice Dard
Pour les articles homonymes, voir Dard.
Patrice Dard est un écrivain français né à Sainte-Foy-lès-Lyon le 9 juillet 1944. Fils de Frédéric Dard et d'Odette Damaisain (la première femme de Frédéric), il grandit tout d'abord en banlieue lyonnaise avant de suivre la famille aux Mureaux, en banlieue parisienne.
Écrivain sous les pseudonymes d'Alix Karol ou de Patrice Damaisin, Patrice est également coscénariste de la série policière Vic St Val ou des bandes dessinées de San-Antonio. Après un passage dans la restauration, la passion de l'écriture le reprend. Ce seront d'abord des dizaines de livres de cuisine, des centaines d'heures de scénarios pour la télé (téléfilms et dessins animés).
Après le décès de son père, il prolonge la série San-Antonio en écrivant jusqu'en 2016 de nouvelles aventures du personnage.

## Publications

### Sous le pseudo de Patrice Damaisin
1. L'Épornopée (1972)
2. Mourir pour mourir (1973)

### Bandes dessinées
1. Olé San-Antonio (1972)
2. San-Antonio en Écosse (1972)
3. San-Antonio fait un tour (1973)
4. San-Antonio chez les Grecs (1973)
5. Marie-Marie en Tyrannie (1974)
6. L'Histoire de France de Marie-Marie (1974)
7. San-Antonio Crusoé (1975)

On notera aussi l'édition de deux titres en petit format : Marie-Marie en Tyrannie (1975) et San-Antonio en Écosse (1975)
Patrice Dard a aussi collaboré à l'édition de trois bandes dessinées sur les Charlots :
1. Les Fous du stade (1972)
2. Le Grand Bazar (1973)
3. Un pour tous, tous pour un (1974)

### Sous le pseudonyme d'Alix Karol
1. En tout bien tout horreur (SP 1082, 1973)
2. Assassin pour tout le monde (SP 1093, 1974)
3. Suicides par contumace (SP 1107, 1974)
4. Et cinquante qui font sang (SP 1116, 1974)
5. Meurs et tais toi (SP 1130, 1974)
6. Garanti sur fracture (SP 1148, 1974)
7. Nous avons les moyens de vous faire parler (SP 1157, 1974)
8. Objets violents non identifiés (SP 1176, 1975)
9. Comment mourir sans se fatiguer (SP 1197, 1975)
10. Sexecution capitale (SP 1205, 1975)
11. Au maléfice du doute (SP 1224, 1975)
12. French con-con (SP 1252, 1976)
13. Les mains aux coquilles (SP 1261, 1976)
14. Un chacal, des chacaux (SP 1275, 1975)
15. Los ringardos (SP 1301, 1976)
16. OTAN en emporte le vent (SP 1308, 1977)
17. Y’a un Turc ! (SP 1324, 1977)
18. Des égouts et des couleurs (SP 1345, 1977)
19. L'espion qui souffrait du foie (SP 1372, 1977)
20. L'évangile selon moi-même (SP 1384, 1977)
21. Il ne faut pas vendre la peau de l'urss (SP 1398, 1977)

À noter que French Pulp Éditions réédite en recueil de deux titres les romans d'Alix Karol depuis 2018. 

### SérieVic St Val
1. Vic St Val s'en occupe (1970)
2. Vic St Val sur un volcan (1971)
3. Vic St Val sans visa (1971)
4. Vic St Val dore la pilule (1971)
5. Vic St Val en enfer (1971)
6. Vic St Val sur orbite (1971)
7. Vic St Val en chute libre (1972)
8. Vic St Val vise la tête (1972)
9. Vic St Val annonce la couleur (1972)
10. Vic St Val contre Vic St Val (1972)
11. Vic St Val rend la monnaie (1972)
12. Vic St Val va à dame (1972)
13. Vic St Val entre deux eaux (1972)
14. Vic St Val donne le feu vert (1973)
15. Vic St Val brûle les étapes (1973)
16. Vic St Val : Quitte ou double (1973)
17. Vic St Val non stop (1973)
18. Vic St Val sous pression (1974)
19. Vic St Val en direct (1974)
20. Vic St Val à fond de cale (1974)
21. Vic St Val : Période fauve (1974)
22. Vic St Val : Tous azimuts (1974)

### Contrepet
- En 2002 paraît chez Fayard le recueil de contrepèteries intitulé Les Contrepets de San-Antonio.

### Nouvelles Aventures de San-Antonio
Les Nouvelles Aventures de San-Antonio :
- Corrida pour une vache folle, 2002
- Un pompier nommé Béru, 2002
- Les escargots ne savent plus baver, 2003
- Ça se corse : roman explosif, 2003
- San-Antonio tient le bambou : roman Crusoé, 2004
- Le Silence des Anneaux : roman qui fait peur, 2004
- San-Antonio priez pour nous ! roman romanesque, 2005[1]
- Ze San-Antonio Code : roman poilant, 2005
- Shocking ! roman véri britiche, 2006 (200e San-Antonio)
- San-Antonio contre San-Antonio : roman génétique, 2006
- Vingt mille nœuds sous les mers : roman suffocant, 2006
- San-Antonio s'envoie en l'air : roman de haut vol, 2006
- Culbutes dans le calbute : roman précieux, 2007
- Macchab' Academy : reality roman, 2007
- Rencontres d'un très sale type : roman de sens-friction, 2008
- Arrête ton char, Béru : roman givré, 2008
- San-Antonio comme à confesse : roman peu orthodoxe, 2008
- Des vertes et des pas mûres : roman bien cru, 2009
- Lâche-nous les bandelettes : roman pharaonique, 2009
- Ça sent le sapin, nouveauté parue directement en poche, 2010
- Deux p'tites tours et puis s'en vont, 2011
- Comme sur des roulettes, 2011
- Bérurier président, 2012
- Contre X, 2013
- Scrimes, 2014
- À découper selon les pointillés, 2015
- Ma tête à couper, 2016
- Sur le sentier de naguère, 2016

### Le culinaire
Patrice Dard a écrit des dizaines de livres sur la cuisine.
- les grands formats

365 jours de cuisine (1990)

La cuisine de plein air (1984)

Tout savoir sur le vin (1994)

Fromages d’aujourd’hui

Le grand livre des cocktails (1983)

L’année coktails

Tartares & carpaccios (1990)

Recevoir ses amis à tout moment et sans contrainte (1988)

Les Fondues (1985)
- la collection "savoir déguster" et "savoir préparer"

Certains titres existent avec une couverture souple, d'autres avec une couverture dure ...

Savoir déguster les vins

Savoir déguster les fromages

Savoir préparer coquillages et crustacés

Savoir préparer fondues & raclettes

Savoir préparer la crème dans la cuisine moderne

Savoir préparer la cuisine à l'huile d'olive

Savoir préparer la cuisine à la vapeur

Savoir préparer la cuisine au micro ondes

Savoir préparer la cuisine créole

Savoir préparer la cuisine pas chère

Savoir préparer la cuisine pour maigrir

Savoir préparer le chocolat

Savoir préparer les champignons
 
Savoir préparer les cocktails exotiques

Savoir préparer les crêpes

Savoir préparer les entrées (nouvelles recettes)

Savoir préparer les entremets

Savoir préparer les grillades et les brochettes

Savoir préparer les légumes

Savoir préparer les œufs

Savoir préparer les pâtes

Savoir préparer les poissons (nouvelles recettes)

Savoir préparer les poissons de mer

Savoir préparer les poissons de rivière
 
Savoir préparer les pommes de terre

Savoir préparer les salades (nouvelles recettes)

Savoir préparer les terrines & pâtés 

Savoir préparer les sauces 

Savoir préparer les viandes (nouvelles recettes) 

Savoir préparer les volailles 

Savoir préparer soupes & potages 
				
Savoir préparer une cocktail party

## Association des Amis de San-Antonio
Depuis 1997, l'Association des Amis de San-Antonio, Frédéric et Patrice Dard édite un trimestriel puis un semestriel depuis 2020 visant à faire connaître l'œuvre de Frédéric et Patrice Dard par des études, des notes de lecture ou par des interviews de personnalités amies de Frédéric ou de Patrice Dard.